# Parti Social Français

Logo partii

Parti Social Français (pol. Francuska Partia Społeczna) – francuskie ugrupowanie skrajnej prawicy, utworzone 12 VII 1936 r. przez płk. François de La Rocque’a i Jeana Ybarnégaray na bazie kombatanckiej organizacji Croix-de-feu. Już we wrześniu PSF liczyła 600 tys. członków a w 1938 r. już 3 mln. Posiadała 3000 merów i 1000 radnych. Organem PSF był od lipca 1937 r. dziennik "Le Petit Journal". Program PSF postulował respektowanie praw kombatantów, ustanowienie płac minimalnych, ochronę interesów rodziny, obronę drobnych chłopów, ograniczenie samowoli kapitału, stworzenie organizacji zawodowych, wzmocnienie władzy prezydenta Republiki, redukcję liczby deputowanych, sankcje przeciwko podważaniu obowiązku wojskowego i społeczną kontrolę przedsiębiorstw. Po klęsce Francji w czerwcu 1940 r. partia została przekształcona w Progres Social Français.